# Jakub Štvrtecký
Jakub Štvrtecký (* 21. prosince 1998 Vsetín) je český reprezentant v biatlonu. Do roku 2019 závodil za juniory, ale několikrát dostal příležitost bojovat i mezi dospělými – poprvé v březnu 2018 v Oslu.
Od sezóny 2019/2020 nastupuje ve světovém poháru pravidelně. Nejlépe v něm obsadil individuálně 8. příčku ve sprintu v rakouském Hochfilzenu v prosinci 2022.

## Výsledky

### Olympijské hry a mistrovství světa
| Sezóna  | Akce | Místo                | SP  | SZ  | HZ  | IZ  | ŠT  | SŠT | SZD | Věk    |
| ------- | ---- | -------------------- | --- | --- | --- | --- | --- | --- | --- | ------ |
| 2018/19 | MS   | Östersund            | 64. | –   | –   | –   | –   | –   | –   | 20 let |
| 2019/20 | MS   | Anterselva           | 47. | 54. | –   | 70. | 13. | –   | –   | 21 let |
| 2020/21 | MS   | Pokljuka             | 68. | –   | –   | 79. | 13. | –   | –   | 22 let |
| 2021/22 | ZOH  | Peking               | 58. | 48. | –   | 65. | 19. | –   | ×   | 23 let |
| 2022/23 | MS   | Oberhof              | 15. | 22. | 22. | 65. | 4.  | –   | –   | 24 let |
| 2023/24 | MS   | Nové Město na Moravě | 41. | 47. | –   | 63. |     | –   | –   | 25 let |

Poznámka: Výsledky z olympijských her se do hodnocení světového poháru nezapočítávají, výsledky z mistrovství světa se dříve započítávaly, od mistrovství světa v roce 2023 se nezapočítávají.

### Světový pohár

#### Sezóna 2017/2018
| ČSP              | Místo            | SP             | SZ             | HZ             | IZ             | ŠT             | SŠT            | SZD            | STŘ            |
| ---------------- | ---------------- | -------------- | -------------- | -------------- | -------------- | -------------- | -------------- | -------------- | -------------- |
| 8.               | Holmenkollen     | 80.            | –              | –              | –              | –              | –              | –              |                |
| 9.               | Ťumeň            | nezúčastnil se | nezúčastnil se | nezúčastnil se | nezúčastnil se | nezúčastnil se | nezúčastnil se | nezúčastnil se | nezúčastnil se |
| Celkové umístění | Celkové umístění | nkl.           | –              | –              | –              | –              | –              | –              |                |
| Celkové umístění | Celkové umístění | 0 bodů (nkl.)  |                |                |                | –              | –              | –              |                |

#### Sezóna 2018/2019
| ČSP              | Místo            | SP            | SZ          | HZ          | IZ          | ŠT          | SŠT         | SZD         | STŘ         |
| ---------------- | ---------------- | ------------- | ----------- | ----------- | ----------- | ----------- | ----------- | ----------- | ----------- |
| 1.               | Pokljuka         | nestartoval   | nestartoval | nestartoval | nestartoval | nestartoval | nestartoval | nestartoval | nestartoval |
| 2.               | Hochfilzen       | 61.           | –           | –           | –           | 7.          | –           | –           |             |
| 3.               | Nové Město       | 48.           | 49.         | –           | –           | –           | –           | –           |             |
| 4.               | Oberhof          | 103.          | –           | –           | –           | 4.          | –           | –           |             |
| 5.               | Ruhpolding       | 44.           | –           | –           | –           | 8.          | –           | –           |             |
| 6.               | Anterselva       | nestartoval   | nestartoval | nestartoval | nestartoval | nestartoval | nestartoval | nestartoval | nestartoval |
| 7.               | Canmore          | nestartoval   | nestartoval | nestartoval | nestartoval | nestartoval | nestartoval | nestartoval | nestartoval |
| 8.               | Soldier Hollow   | nestartoval   | nestartoval | nestartoval | nestartoval | nestartoval | nestartoval | nestartoval | nestartoval |
| 9.               | Holmenkollen     | 50.           | 55.         | –           | –           | –           | –           | –           |             |
| Celkové umístění | Celkové umístění | nkl.          | nkl.        | –           | –           | 7.          | –           | –           | 70 %        |
| Celkové umístění | Celkové umístění | 0 bodů (nkl.) |             |             |             | 7.          | –           | –           | 70 %        |

#### Sezóna 2019/2020
| ČSP              | Místo                | SP            | SZ          | HZ          | IZ          | ŠT          | SŠT         | SZD         | STŘ         |
| ---------------- | -------------------- | ------------- | ----------- | ----------- | ----------- | ----------- | ----------- | ----------- | ----------- |
| 1.               | Östersund            | 39.           | –           | –           | 32.         | –           | –           | 18.         |             |
| 2.               | Hochfilzen           | 29.           | 45.         | -           | –           | 5.          | –           | –           |             |
| 3.               | Annecy               | 16.           | 42.         | –           | –           | –           | –           | –           |             |
| 4.               | Oberhof              | 60.           | –           | –           | –           | 8.          | –           | –           |             |
| 5.               | Ruhpolding           | 31.           | 45.         | –           | –           | 11.         | –           | –           |             |
| 6.               | Pokljuka             | nestartoval   | nestartoval | nestartoval | nestartoval | nestartoval | nestartoval | nestartoval | nestartoval |
| 7.               | Nové Město na Moravě | 31.           | –           | –           | –           | –           | –           | –           |             |
| 8.               | Kontiolahti          | 90.           | –           | –           | –           | –           | zrušeno     | zrušeno     |             |
| 9.               | Holmenkollen         | zrušeno       | zrušeno     | zrušeno     | zrušeno     | zrušeno     | zrušeno     | zrušeno     | zrušeno     |
| Celkové umístění | Celkové umístění     | 38.           | nkl.        | –           | 58.         | 11.         | 10.         | 10.         | 71 %        |
| Celkové umístění | Celkové umístění     | 68 bodů (54.) |             |             |             | 11.         | 10.         | 10.         | 71 %        |

#### Sezóna 2020/2021
| ČSP              | Místo                    | SP            | SZ  | HZ | IZ   | ŠT  | SŠT | SZD | STŘ  |
| ---------------- | ------------------------ | ------------- | --- | -- | ---- | --- | --- | --- | ---- |
| 1.               | Kontiolahti              | 61.           | –   | –  | 78.  | –   | –   | –   | 70 % |
| 2.               | Kontiolahti (2)          | 48.           | 57. | –  | –    | –   | –   | –   | 60 % |
| 3.               | Hochfilzen               | 41.           | 49. | –  | –    | 5.  | –   | –   | 65 % |
| 4.               | Hochfilzen (2)           | 83.           | –   | –  | –    | –   | –   | –   | 50 % |
| 5.               | Oberhof                  | 41.           | 35. | –  | –    | –   | 14. | –   | 81 % |
| 6.               | Oberhof (2)              | 77.           | –   | –  | –    | 18. | –   | –   | 57 % |
| 7.               | Anterselva               | –             | –   | –  | 82.  | 19. | –   | –   | 61 % |
| 8.               | Nové Město na Moravě     | 45.           | 47. | –  | –    | –   | –   | –   | 80 % |
| 9.               | Nové Město na Moravě (2) | 29.           | 42. | –  | –    | –   | –   | –   | 77 % |
| 10.              | Östersund                | 19.           | 31. | –  | –    | –   | –   | –   | 77 % |
| Celkové umístění | Celkové umístění         | 54.           | 59. | –  | nkl. | 10. | 14. | 14. | 71 % |
| Celkové umístění | Celkové umístění         | 50 bodů (59.) |     |    |      | 10. | 14. | 14. | 71 % |

#### Sezóna 2021/2022
| ČSP              | Místo            | SP            | SZ  | HZ | IZ   | ŠT  | SŠT | SZD | STŘ  |
| ---------------- | ---------------- | ------------- | --- | -- | ---- | --- | --- | --- | ---- |
| 1.               | Östersund        | 27.           | –   | –  | 50.  | –   | –   | –   | 83 % |
| 2.               | Östersund        | 43.           | 53. | –  | –    | 11. | –   | –   | 68 % |
| 3.               | Hochfilzen       | 72.           | –   | –  | –    | 9.  | –   | –   | 81 % |
| 4.               | Annecy           | 65.           | –   | –  | –    | –   | –   | –   | 70 % |
| 5.               | Oberhof          | 42.           | 39. | –  | –    | –   | 9.  | –   | 75 % |
| 6.               | Ruhpolding       | 78.           | –   | –  | –    | 18. | –   | –   | 61 % |
| 7.               | Anterselva       | –             | –   | –  | 52.  | 15. | –   | –   | 76 % |
| 8.               | Kontiolahti      | 23.           | 47. | –  | –    | 14. | –   | –   | 67 % |
| 9.               | Otepää           | 31.           | –   | –  | –    | –   | 5.  | –   | 90 % |
| 10.              | Holmenkollen     | 18.           | 31. | –  | –    | –   | –   | –   | 83 % |
| Celkové umístění | Celkové umístění | 37.           | 67. | –  | nkl. | 14. | 7.  | 7.  | 73 % |
| Celkové umístění | Celkové umístění | 77 bodů (58.) |     |    |      | 14. | 7.  | 7.  | 73 % |

#### Sezóna 2022/2023

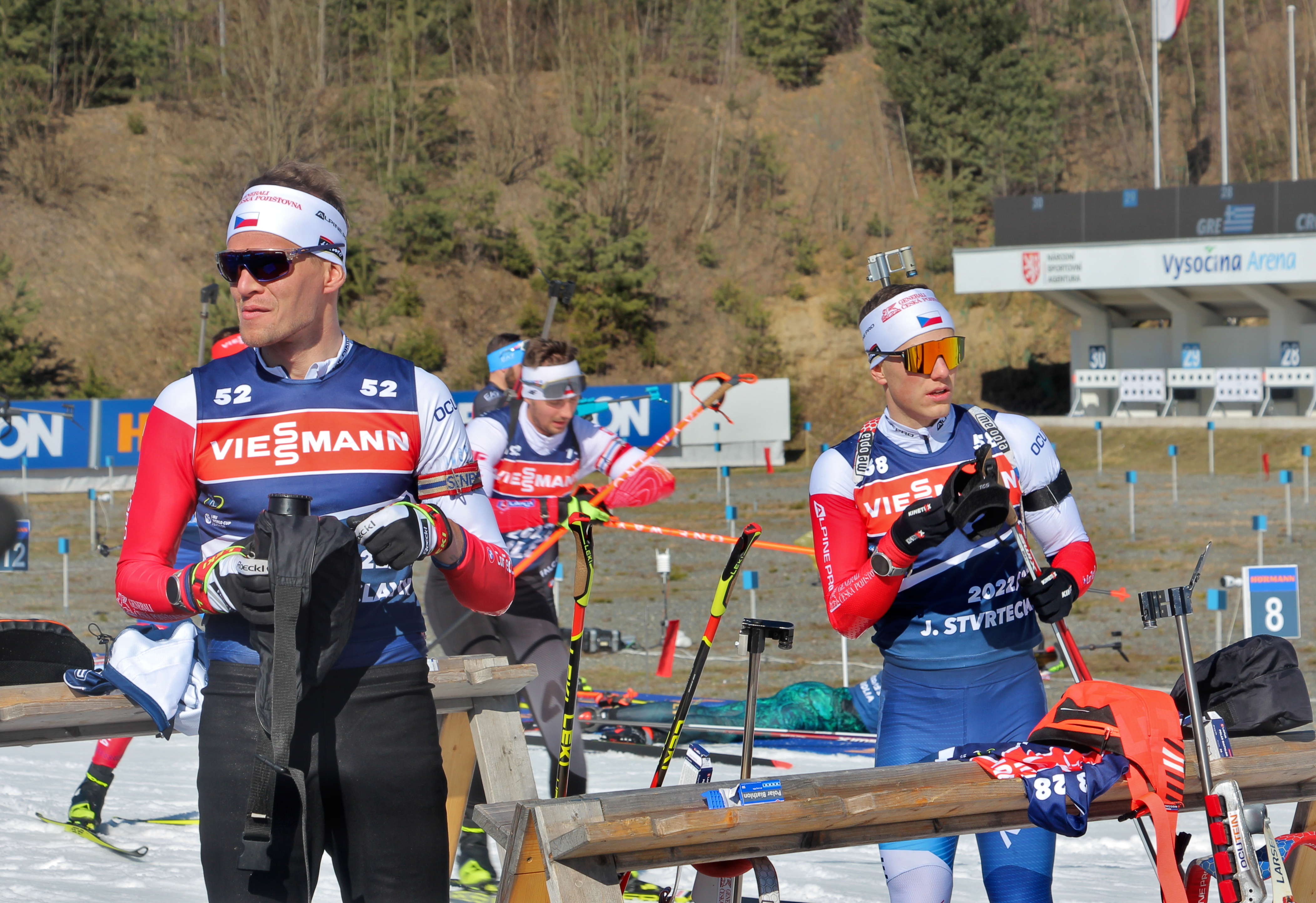
Adam Václavík a Jakub Štvrtecký v Novém Městě na Moravě 2023

| ČSP              | Místo                | SP            | SZ  | HZ | IZ  | ŠT  | SŠT | SZD | STŘ  |
| ---------------- | -------------------- | ------------- | --- | -- | --- | --- | --- | --- | ---- |
| 1.               | Kontiolahti          | 65.           | –   | –  | 27. | 5.  | –   | –   | 77 % |
| 2.               | Hochfilzen           | 8.            | 30. | –  | –   | 8.  | –   | –   | 76 % |
| 3.               | Annecy               | 41.           | 45. | –  | –   | –   | –   | –   | 77 % |
| 4.               | Pokljuka             | 55.           | DNS | –  | –   | –   | –   | –   | 60 % |
| 5.               | Ruhpolding           | –             | –   | –  | 45. | 15. | –   | –   | 70 % |
| 6.               | Anterselva           | 72.           | –   | –  | –   | 6.  | –   | –   | 76 % |
| 7.               | Nové Město na Moravě | 60.           | 42. | –  | –   | –   | –   | –   | 60 % |
| 8.               | Östersund            | –             | –   | –  | 20. | 11. | –   | –   | 77 % |
| 9.               | Holmenkollen         | 53.           | 35. | –  | –   | –   | –   | –   | 77 % |
| Celkové umístění | Celkové umístění     | 43.           | 59. | –  | 29. | 8.  | –   | –   | 75 % |
| Celkové umístění | Celkové umístění     | 86 bodů (44.) |     |    |     | 8.  | –   | –   | 75 % |

#### Sezóna 2023/2024
| ČSP              | Místo             | SP            | SZ          | HZ          | IZ          | ŠT          | SŠT         | SZD         |
| ---------------- | ----------------- | ------------- | ----------- | ----------- | ----------- | ----------- | ----------- | ----------- |
| 1.               | Östersund         | 61.           | –           | ×           | 60.         | 10.         | –           | –           |
| 2.               | Hochfilzen        | 49.           | 53.         | ×           | ×           | 12.         | ×           | ×           |
| 3.               | Lenzerheide       | 30.           | 35.         | –           | ×           | ×           | ×           | ×           |
| 4.               | Oberhof           | 35.           | 32.         | ×           | ×           | –           | ×           | ×           |
| 5.               | Ruhpolding        | 79.           | –           | ×           | ×           | –           | ×           | ×           |
| 6.               | Anterselva        | ×             | ×           | –           | 85.         | ×           | –           | –           |
| 8.               | Oslo-Holmenkollen | nestartoval   | nestartoval | nestartoval | nestartoval | nestartoval | nestartoval | nestartoval |
| 9.               | Soldier Hollow    | 33.           | 49.         | ×           | ×           | 11.         | ×           | ×           |
| 10.              | Canmore           | 37.           | 50.         | –           | ×           | ×           | ×           | ×           |
| Celkové umístění | Celkové umístění  | 48.           | 54.         | nkl.        | nkl.        | 9.          | 9.          | 9.          |
| Celkové umístění | Celkové umístění  | 44 bodů (55.) |             |             |             | 9.          | 9.          | 9.          |

#### Sezóna 2024/2025
| ČSP              | Místo                | SP          | SZ          | HZ          | IZ          | ŠT          | SŠT         | SZD         |
| ---------------- | -------------------- | ----------- | ----------- | ----------- | ----------- | ----------- | ----------- | ----------- |
| 1.               | Kontiolahti          | 40.         | ×           | -           | 84.         | 12.         | -           | -           |
| 2.               | Hochfilzen           | 75.         | -           | ×           | ×           | -           | ×           | ×           |
| 3.               | Annecy               | nestartoval | nestartoval | nestartoval | nestartoval | nestartoval | nestartoval | nestartoval |
| 4.               | Oberhof              | nestartoval | nestartoval | nestartoval | nestartoval | nestartoval | nestartoval | nestartoval |
| 5.               | Ruhpolding           | nestartoval | nestartoval | nestartoval | nestartoval | nestartoval | nestartoval | nestartoval |
| 6.               | Anterselva           | nestartoval | nestartoval | nestartoval | nestartoval | nestartoval | nestartoval | nestartoval |
| 7.               | Nové Město na Moravě | nestartoval | nestartoval | nestartoval | nestartoval | nestartoval | nestartoval | nestartoval |
| 8.               | Pokljuka             | nestartoval | nestartoval | nestartoval | nestartoval | nestartoval | nestartoval | nestartoval |
| 9.               | Oslo-Holmenkollen    | nestartoval | nestartoval | nestartoval | nestartoval | nestartoval | nestartoval | nestartoval |
| Celkové umístění | Celkové umístění     | 81.         | –           | –           | nkl.        | 10.         | –           | –           |
| Celkové umístění | Celkové umístění     | 1 b. (91.)  |             |             |             | 10.         | –           | –           |

### Juniorská mistrovství
Zúčastnil se čtyř juniorských mistrovství světa v biatlonu. Nejlepším individuálním výsledkem je titul vicemistra světa z šampionátu v roce 2020 ve švýcarském Lenzerheide, které obsadil ve sprintu. Se štafetou dosáhl v roce 2017 na čtvrtou pozici.
| Sezóna  | D   | Místo          | SP  | SZ  | IZ  | ŠT  | Věk    |
| ------- | --- | -------------- | --- | --- | --- | --- | ------ |
| 2016/17 | MSJ | Brezno-Osrblie | –   | –   | –   | 4.  | 18 let |
| 2017/18 | MSJ | Otepää         | 24. | 14. | 6.  | 11. | 19 let |
| 2018/19 | MSJ | Brezno-Osrblie | 10. | 10. | 21. | 6.  | 20 let |
| 2019/20 | MSJ | Lenzerheide    | 2.  | 16. | –   | 6.  | 21 let |